# Vincent Desmond
Vincent Desmond est un rédacteur, journaliste et défenseur des droits LGBT+ nigérian. Portant entre autres sur la culture, la mode et l'homosexualité, son travail lui vaut plusieurs récompenses. Il est notamment cité parmi les 150 personnes nigérianes les plus intéressantes de la culture en 2019. 

## Biographie
Vincent Desmond réside à Lagos au Nigéria. Il documente la culture, la mode, l'homosexualité et l'identité à travers le Nigeria et le continent africain.
Vincent Desmond est rédacteur en chef et éditeur du magazine de mode nigérian A Nasty Boy, fondé par Richard Akuson en 2017. Il écrit également pour d'autres magazines imprimés ou en ligne notamment pour BellaNaija. Il a été rédacteur en chef à Zikoko, un média destiné à la jeunesse au Nigeria. Il a créé et anime une plateforme en ligne intitulée "Dear Queers" où il publie des histoires et essais axés sur les expériences des personnes LGBTIQ+ du Nigéria.
Vincent Desmond s'identifie comme homosexuel. 

## Distinctions
- Prix du jeune militant, Freedom Award, 2019[4]
- Prix du jeune pionnier de l'année, TIERS Nigeria, 2020[2]
- Nommé pour le Prix Future Awards Africa for Leading Conversations, 2020[5]
- Cité dans la liste « les 150 personnes nigérianes les plus intéressantes de la culture », 2019[6]